# 约翰·亨森
约翰·亨森（英語：John Henson，1990年12月28日—），前美國NBA球員，於2012年以第一輪第14順位被密爾瓦基公鹿選中，於2024年9月正式宣布退休。